# Canato da Horda Azul

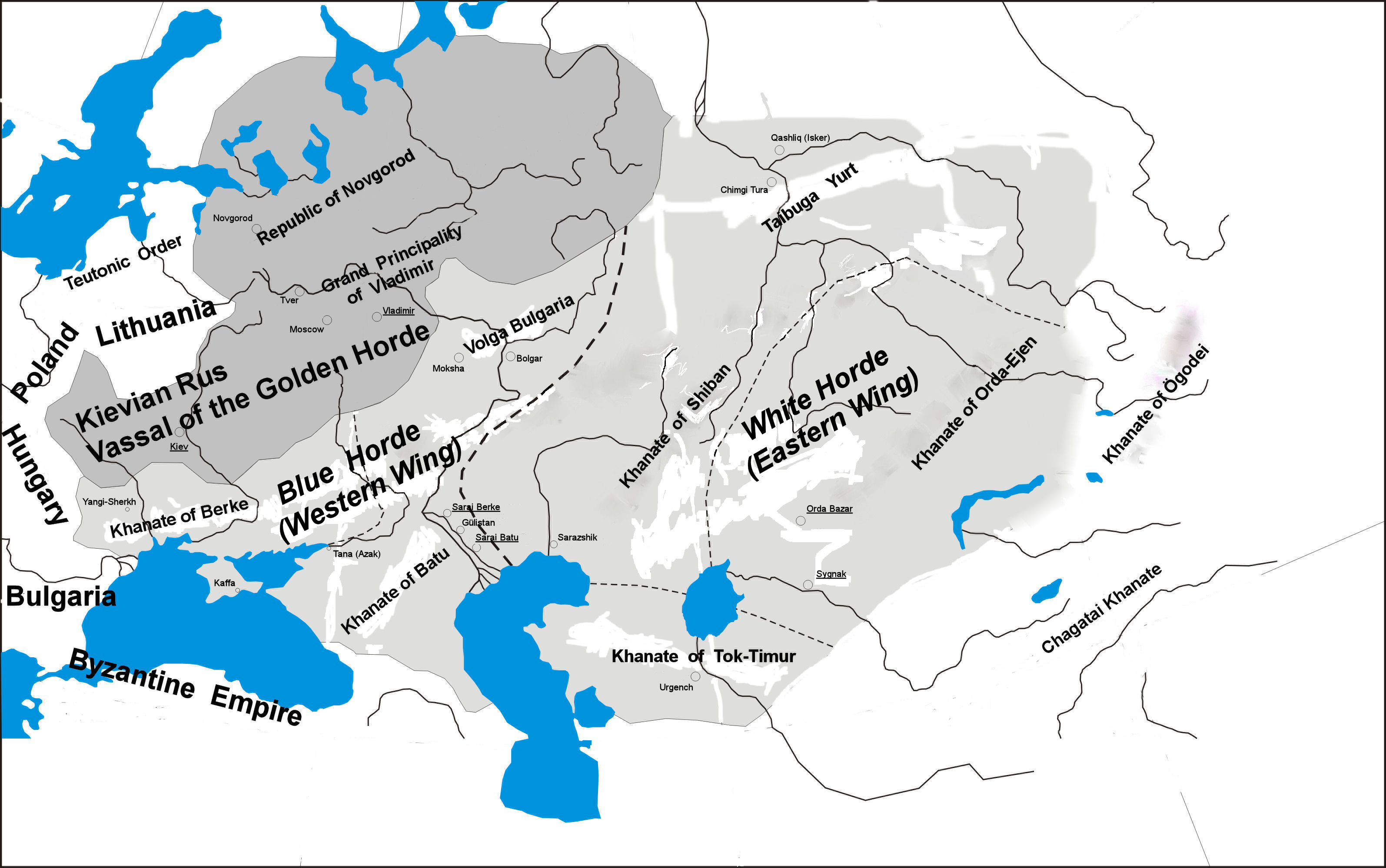
A Horda Dourada neste mapa era chamada de Horda Azul (que também governava o estado de Rússia de Kiev no oeste). A área entre ela e a Horda Branca no leste era o feudo de Shiban, que mais tarde se separou da Horda Dourada e foi chamada de "Horda Azul".

A Horda Azul (Cazaque: Kök Orda, Tártaro: Kük Urda) foi um dos canatos (junto com o Império Mongol) que se formaram após o falecimento de Gengis Cã. Este é usualmente referido de forma incorreta com a Horda de Ouro, um uso introduzido pelas crônicas russas.
Seu primeiro governante foi Batu Cã, filho de Jochi. À parte de seu irmão Berque Cã, o quarto cã da Horda Azul, todos os cãs seguintes pertenciam a linha de Batu até Toquetamis, cã da Horda Branca, promover as duas Hordas e formar nos anos 1380 a Horda de Ouro unificada.
Após o término da invasão da Europa, além da Horda Azul, outros três canatos se formaram - A Horda Branca comandada por Orda Cã, um canato na Sibéria Ocidental comandado por Shiban e um canato no alto curso do rio Volga centrado na antiga Bulgária do Volga comandado por Toga-Timur. Todos estes eram irmãos de Batu, o qual proclamava uma certa supremacia sobre eles (mesmo sendo Orda o mais velho). Após saquear as cidades de Vladimir em 1238 e Kiev em 1240, Batu assumiu seu controle sobre os principados russos, os forçando a pagar um tributo anual e aceitar seus nomeados como príncipes. Começando com a conversão de Berque para o islamismo, a Horda Azul fez uma tradicional aliança os mamelucos do Egito contra seu rival em comum, o canato mongol da Pérsia Ilcanato.
Da década de 1280 até 1299, a Horda Azul se encontrava efetivamente sob o controle de dois cãs, os cãs legítimos e Nogai Cã, um poderoso líder militar que fez uma aliança com o Império Bizantino e invadiu reinos vizinhos a Horda Azul, principalmente na Península Balcânica. No entanto a influência de Nogai terminou em 1299 ao ser derrotado pelo cã legítimo Tocta. Sob os reinados de Usbegue Cã e seu filho Jani Begue em meados do século XIV, a Horda Azul alcançou seu apogeu. Nesta mesma época interveio nos assuntos do Ilcanato, a essa época em processo de desintegração.
A Horda Azul permaneceu forto de sua fundação (por volta de 1240) até a década de 1350. Em seu apogeu, o canato tinha um exército com entre 300 mil a 500 mil soldados e recebeu tributos de todo principado russo (exceto os principados que escolheram se aliar a Lituânia). 

## Lista de cãs da Horda Azul
- Batu (1227-1255)
- Sartaque (1255-1256)
- Ulagueche (1256-1257)
- Berque (1257-1267)
- Mangu Temir (1267-1282)
- Tuda Mengu (1282-1287)
- Tula Buga (1287-1291)
- Tocta (1291-1312)
- Usbeque Cã (1312-1342)
- Tini Begue (1342)
- Jani Begue (1342-1357)
- Berdi Begue (1357-1361)

Por volta de 25 cãs sucederam cada um em diferentes partes da Horda entre 1357 e 1378, no que ficou conhecido como o período de anarquia. Entre estes cãs se incluem:
- Culpa (1359-1360)
- Nauruz Begue (1360-1361)
- Khidr (1361-1362)
- Timur Khwaja (1362)
- Abdallah (1362-1370)
- Muhammad Bolak (1370-1378)